# Jesús Candel
Jesús Candel Fábregas (Granada, 25 de agosto de 1976 — Albolote, Granada, 13 de octubre de 2022),también conocido como Spiriman por su alias en redes sociales, fue un médico y activista por la sanidad pública español. Consiguió la desfusión hospitalaria en Granada con el apoyo de miles de granadinos.
En 2017 fundó la Asociación Justicia por la Sanidad, mediante la que convocó más de treinta concentraciones y manifestaciones con alto éxito de participación, reivindicando una sanidad pública digna y de calidad.
En 2020 creó Fundación UAPO, en la cual los pacientes oncológicos pueden acceder gratuitamente a tratamientos complementarios de ejercicio físico, nutrición, fisioterapia y psicología.

## Trayectoria profesional
Jesús Candel desarrolló su actividad como médico de familia en Granada en el servicio de urgencias del Hospital Universitario Clínico San Cecilio.

## Activismo
Jesús Candel comenzó a ser conocido en medios de comunicación a partir del año 2016 al promover en Granada una manifestación contra la decisión de fusionar dos hospitales de la ciudad: el Ruiz de Alda y el Clínico San Cecilio. Dicha manifestación tuvo un amplio respaldo ciudadano y posteriormente promovió más manifestaciones tanto en la propia ciudad de Granada como en otras ciudades denunciando la mala gestión hospitalaria y supuestos casos de corrupción.
En 2020 publicó el libro La lucha por lo justo en el que abordaba las deficiencias del sistema sanitario. Anunció que los beneficios del libro irían dirigidos a la lucha contra el cáncer.